# Ann Li
Ann Li, née le 26 juin 2000 à King of Prussia en Pennsylvanie, est une joueuse de tennis américaine, professionnelle depuis 2017.

## Carrière

### Parcours en junior et sur le circuit secondaire
Ann Li est finaliste du tournoi junior de Wimbledon en 2017 contre Claire Liu.
Elle se distingue sur le circuit ITF en disputant une finale à Lexington en 2018. En 2019, elle est finaliste à Bonita Springs, Lexington et Concord. En 2020, elle se qualifie pour l'Open d'Australie et atteint le 2e tour. Elle accède début septembre au 3e tour de l'US Open, puis remporte son plus gros titre à Tyler.

### 2020: premières victoires en Grand Chelem
À l'Open d'Australie, où elle sort des qualifications, elle vainc au premier tour Lizette Cabrera puis s'incline au tour suivant face à la future lauréate, Sofia Kenin. Elle améliore son parcours à l'US Open atteignant le troisième tour grâce à ses succès contre Arantxa Rus puis la tête de série no 13, Alison Riske, avant de perdre face à Angelique Kerber.

### 2021: première finale et premier titre
Début 2021, elle accède à la finale du Grampians Trophy à Melbourne. Le match face à Anett Kontaveit est cependant annulé en raison du retard pris par l'organisation et le trophée n'est donc pas attribué. Durant ce tournoi, elle bat Ellen Perez, Veronika Kudermetova, Sorana Cîrstea et Jennifer Brady.
À l'Open d'Australie, elle améliore son parcours par rapport à l'année précédente. Elle élimine la tête de série no 31, Zhang Shuai, puis Alizé Cornet, et s'incline donc au troisième tour face à la tête de série no 7, Aryna Sabalenka.
Au tournoi suivant, à Monterrey, où elle est pour la première fois tête de série (no 8), elle atteint les demi-finales en éliminant Arantxa Rus, Tamara Zidanšek, Zheng Saisai. C'est Viktorija Golubic qui met fin à son parcours.
Au tournoi de Roland-Garros, elle passe un tour face à Margarita Gasparyan puis échoue contre la tête de série no 5, Elina Svitolina.
Il lui faut attendre le mois d'août pour obtenir de nouveaux bons résultats lors du challenger de Chicago : elle élimine l'Américaine Whitney Osuigwe, puis la Française Océane Dodin et la Kazakhe Zarina Diyas, avant de s'incliner contre la Danoise Clara Tauson.
Lors de Wimbledon et de l'US Open, elle échoue dans les deux cas au premier tour, respectivement face à Nadia Podoroska et Kristína Kučová.
En octobre, elle triomphe de Camila Osorio lors de la finale du tournoi de Tenerife (6-1, 6-4), après avoir éliminé tour à tour Nuria Párrizas Díaz (2-6, 6-4, 6-1), Varvara Gracheva (6-4, 6-2), Irina-Camelia Begu (7-5, 7-5) et Alizé Cornet (6-2, 6-1).
Par la suite, elle atteint les quarts de finale dans la vallée d'Aoste. Elle élimine Kamilla Rakhimova et Magdalena Fręch, puis c'est la future finaliste Clara Tauson qui l'élimine de nouveau.
Elle finit l'année dans le top 50, à la 47e place mondiale.

### 2022: bon début d'année
À Melbourne II, elle est tête de série (septième). Elle y bat Mayar Sherif sur un score expéditif (6-2, 6-0), puis vainc successivement en deux sets Anastasija Sevastova (6-1, 6-4) et Kamilla Rakhimova (6-1, 7-5) avant de perdre en trois sets serrés contre la future finaliste Aliaksandra Sasnovich (7-6, 2-6, 6-3). À l'Open d'Australie, elle échoue au premier tour face à Wang Xinyu (7-6, 6-3). Engagée à Doha, elle y bat sa compatriote Sofia Kenin (6-3, 6-7, 6-3). Elle se rend à Monterrey où elle est tête de série no 8 mais elle s'incline face à Wang Xinyu (6-2, 6-1). Elle se rend à Indian Wells et passe le premier tour (6-1, 7-6, 6-0) face à Madison Brengle.
Elle bat Mayar Sherif une nouvelle fois à Miami au premier tour (2-6, 6-3, 6-4), puis elle s'impose face à Anett Kontaveit, 7e mondiale et tête de série no 3. Alison Riske la bat au tour suivant (6-2, 2-6, 6-3). Aux Internationaux de France, elle abandonne lors de son match du premier tour contre Alison Van Uytvanck. À Bois-le-Duc, elle est éliminée au second tour par Kirsten Flipkens sur un double 6-1 après avoir sorti la 5e tête de série, Liudmila Samsonova (6-3, 6-4). Elle s'aligne après sur le tournoi de Berlin, où elle perd face à Coco Gauff dès le premier tour (2-6, 6-7).

### 2023: quelques bons résultats
Elle obtient de bons résultats comme une demi-finale fin janvier à Orlando sur le circuit secondaire. Elle parvient en finale à Bonita Springs, toujours sur le circuit secondaire.
Sur le circuit principal, elle s'illustre surtout à Valence. Elle élimine Lea Boskovic et surtout Panna Udvardy (6-3 6-2). Ce sera Mayar Sherif, future lauréate, qui la sortira du tournoi (6-1 6-2).

### 2024: titre à Valence, finale à Mérida
Éliminée régulièrement avant le 2e tour aux tournois où elle joue, il lui faut attendre le mois de mai pour obtenir enfin des résultats. Elle s'aligne sur le tournoi de Bonita Springs, sur le circuit secondaire, et est sortie en demi-finale. Elle réitère ce parcours lors d'un autre tournoi secondaire à Brescia.
Elle obtient son premier titre WTA 125 à Valence. Elle commence par éliminer Guiomar Maristany] (6-4 6-7 6-1). Elle poursuit en sortant Martina Trevisan, 3e tête de série (2-6 6-3 6-3), et vient ensuite à bout de Elvina Kalieva (6-2 6-0). En demie, elle sort une autre tête de série, Jéssica Bouzas Maneiro (3-6 6-2 6-4). Elle sort victorieuse du tournoi en prenant le dessus sur Viktoriya Tomova (6-3 6-4).
À Båstad, elle se hisse en finale à la surprise générale. Elle enchaine donc les victoires face à Rebecca Šramková, Kamilla Rakhimova sur un score sévère (6-2 6-2), puis Katarzyna Kawa et Nuria Párrizas Díaz. Elle sera éliminée par Martina Trevisan. Elle réitère ce parcours à Mâcon, sur le circuit secondaire, éliminant Renata Zarazúa tête de série numéro une et 62e mondiale sur sa route.
Elle se présente ensuite à Mérida. Elle élimine Nuria Párrizas Díaz (6-0 6-4) puis Antonia Ružić (6-2 6-2) et Jil Teichmann sur un score sans appel (6-1 6-1). En demi-finale, elle bat la jeune Russe Polina Kudermetova et échoue en finale face à la Turque Zeynep Sönmez.

### 2025: finale à Singapour
À Hobart, elle arrive au second tour. Lors de l'Open d'Australie, elle essuie un échec au premier tour. C'est à Singapour qu'elle améliore son parcours. Elle élimine Daria Saville (6-3 6-1); puis Maria Timofeeva (6-3 6-2). Elle continue son parcours en éliminant Kimberly Birrell (7-6 7-6). Elle réalise l'exploit d'éliminer ensuite la 18e mondiale et 1e tête de série via un abandon;  Anna Kalinskaya (7-6 1-0). En finale, elle retrouve  Elise Mertens, 2e tête de série. Mais, elle échoue en deux sets (6-1 6-4).
À Madrid elle élimine la qualifiée Aliaksandra Sasnovich (6-2 6-2), puis Leylah Fernandez (6-4 3-6 6-4).

## Palmarès

### Titre en simple dames
| No | Date       | Nom et lieu du tournoi         | Catégorie | Dotation  | Surface    | Finaliste     | Score    |          |
| -- | ---------- | ------------------------------ | --------- | --------- | ---------- | ------------- | -------- | -------- |
| 1  | 18-10-2021 | Tenerife Ladies Open, Tenerife | WTA 250   | 235 238 $ | Dur (ext.) | Camila Osorio | 6-1, 6-4 | Parcours |

### Finales en simple dames
| No | Date       | Nom et lieu du tournoi      | Catégorie | Dotation  | Surface    | Vainqueure    | Score                                 |          |
| -- | ---------- | --------------------------- | --------- | --------- | ---------- | ------------- | ------------------------------------- | -------- |
| 1  | 03-02-2021 | Grampians Trophy, Melbourne | WTA 500   | 447 620 $ | Dur (ext.) | Aucune        | Finale annulée face à Anett Kontaveit | Parcours |
| 2  | 28-10-2024 | Merida Open Akron, Mérida   | WTA 250   | 267 082 $ | Dur (ext.) | Zeynep Sönmez | 6-2, 6-1                              | Parcours |
| 3  | 27-01-2025 | Singapore Open, Singapour   | WTA 250   | 275 094 $ | Dur (int.) | Elise Mertens | 6-1, 6-4                              | Parcours |

### Titre en simple en WTA 125
| No | Date       | Nom et lieu du tournoi                       | Catégorie | Dotation  | Surface      | Finaliste        | Score    |          |
| -- | ---------- | -------------------------------------------- | --------- | --------- | ------------ | ---------------- | -------- | -------- |
| 1  | 10-06-2024 | BBVA Open Internacional de Valencia, Valence | WTA 125   | 115 000 $ | Terre (ext.) | Viktoriya Tomova | 6-3, 6-4 | Parcours |

### Finale en simple en WTA 125
| No | Date       | Nom et lieu du tournoi | Catégorie | Dotation  | Surface      | Vainqueure       | Score    |          |
| -- | ---------- | ---------------------- | --------- | --------- | ------------ | ---------------- | -------- | -------- |
| 1  | 08-07-2024 | Nordea Open, Båstad    | WTA 125   | 115 000 $ | Terre (ext.) | Martina Trevisan | 6-2, 6-2 | Parcours |

## Parcours en Grand Chelem

### En simple dames
| Année | Open d'Australie | Open d'Australie    | Internationaux de France | Internationaux de France | Wimbledon       | Wimbledon        | US Open         | US Open             |
| ----- | ---------------- | ------------------- | ------------------------ | ------------------------ | --------------- | ---------------- | --------------- | ------------------- |
| 2017  | —                | —                   | —                        | —                        | —               | —                | Q1              | Viktoria Kamenskaya |
| 2018  | —                | —                   | —                        | —                        | —               | —                | Q1              | Marie Bouzková      |
| 2019  | —                | —                   | —                        | —                        | Q1              | Jana Čepelová    | Q2              | Nina Stojanović     |
| 2020  | 2e tour (1/32)   | Sofia Kenin         | Q2                       | Kamilla Rakhimova        | Annulé          | Annulé           | 3e tour (1/16)  | Angelique Kerber    |
| 2021  | 3e tour (1/16)   | Aryna Sabalenka     | 2e tour (1/32)           | Elina Svitolina          | 1er tour (1/64) | Nadia Podoroska  | 1er tour (1/64) | Kristína Kučová     |
| 2022  | 1er tour (1/64)  | Wang Xinyu          | 1er tour (1/64)          | Alison Van Uytvanck      | 2e tour (1/32)  | Marie Bouzková   | 1er tour (1/64) | Camila Osorio       |
| 2023  | Q2               | Oksana Selekhmeteva | —                        | —                        | Q2              | Olivia Gadecki   | Q2              | Wang Yafan          |
| 2024  | Q2               | Daria Snigur        | Q1                       | Sara Errani              | Q1              | Dominika Šálková | 1er tour (1/64) | Ajla Tomljanović    |
| 2025  | 1er tour (1/64)  | Madison Keys        | 2e tour (1/32)           | Jessica Pegula           | 2e tour (1/32)  | Elise Mertens    |                 |                     |

N.B. : à droite du résultat se trouve le nom de l'ultime adversaire.

### En double dames
| Année | Open d'Australie                                                                | Open d'Australie | Internationaux de France                                                              | Internationaux de France                                                               | Wimbledon                                                                        | Wimbledon                                                                           | US Open                                                                                   | US Open |
| ----- | ------------------------------------------------------------------------------- | ---------------- | ------------------------------------------------------------------------------------- | -------------------------------------------------------------------------------------- | -------------------------------------------------------------------------------- | ----------------------------------------------------------------------------------- | ----------------------------------------------------------------------------------------- | ------- |
| 2019  | —                                                                               | —                | —                                                                                     | —                                                                                      | —                                                                                | —                                                                                   | 1er tour (1/32) F. Di Lorenzo \|\| style="text-align:left;" \| D. Jakupović S. Santamaria |         |
| 2020  | —                                                                               | —                | —                                                                                     | —                                                                                      | Annulé                                                                           | Annulé                                                                              | 1er tour (1/32) B. Pera \|\| style="text-align:left;" \| S. Aoyama E. Shibahara           |         |
| 2021  | —                                                                               | —                | —                                                                                     | —                                                                                      | 1er tour (1/32) K. Juvan \|\| style="text-align:left;" \| C. Dolehide S. Sanders | 1er tour (1/32) A. Riske \|\| style="text-align:left;" \| D. Kasatkina A. Kontaveit |                                                                                           |         |
| 2022  | 1er tour (1/32) A. Riske \|\| style="text-align:left;" \| N. Hibino A. Rosolska | —                | —                                                                                     | 1er tour (1/32) A.L. Friedsam \|\| style="text-align:left;" \| N. Dzalamidze A. Krunić | —                                                                                | —                                                                                   |                                                                                           |         |
|       |                                                                                 |                  |                                                                                       |                                                                                        |                                                                                  |                                                                                     |                                                                                           |         |
| 2025  | —                                                                               | —                | 1/8 de finale L. Bronzetti \|\| style="text-align:left;" \| V. Kudermetova E. Mertens | 1er tour (1/32) L. Bronzetti \|\| style="text-align:left;" \| O. Gadecki D. Krawczyk   |                                                                                  |                                                                                     |                                                                                           |         |

N.B. : le nom de la partenaire se trouve sous le résultat ; les noms des ultimes adversaires se trouvent à droite.

## Parcours en «Premier» et WTA 1000
Les tournois WTA « Premier Mandatory » et « Premier 5 » (entre 2009 et 2020) et WTA 1000 (à partir de 2021) constituent les catégories d'épreuves les plus prestigieuses, après les quatre levées du Grand Chelem. 

De 2009 à 2023, les tournois Premier Mandatory (dits tournois WTA 1000 obligatoires entre 2021 et 2023) regroupent Indian Wells, Miami, Madrid et Pékin, les autres constituant les tournois Premier 5 (tournois WTA 1000 non-obligatoires). À partir de 2024, le nombre de tournois WTA 1000 passe à 10 par saison (fin de l’alternance Doha / Dubaï), ces derniers devenant tous obligatoires et offrant tous 1000 points à la vainqueure (contre 900 points précédemment pour les tournois Premier 5).

### En simple dames
| Année |       |                           |         |                             |                             |                         |                                   |                               |                             |                 |  |                             |
| Doha  | Dubaï | Indian Wells              | Miami   | Madrid                      | Rome                        | Canada                  | Cincinnati                        | Pékin                         |                             | Wuhan           |  |                             |
| Doha  | Dubaï | Indian Wells              | Miami   | Madrid                      | Rome                        | Canada                  | Cincinnati                        | Pékin                         | Guadalajara                 |                 |  |                             |
| Doha  | Dubaï | Indian Wells              | Miami   | Madrid                      | Rome                        | Canada                  | Cincinnati                        | Pékin                         |                             |                 |  |                             |
| 2020  |       |                           | WTA 500 | Annulé                      | Annulé                      | Annulé                  |                                   | Annulé                        | 1er tour (1/32) K. Muchová  | Annulé          |  | Annulé                      |
| 2021  |       | WTA 500                   |         | 1er tour (1/64) M. Doi      |                             |                         |                                   |                               |                             | Annulé          |  | Annulé                      |
| 2022  |       | 2e tour (1/16) M. Sákkari | WTA 500 | 2e tour (1/32) L. Samsonova | 3e tour (1/16) A. Riske     |                         |                                   |                               |                             | Hors calendrier |  | 1er tour (1/32) R. Marino   |
| 2023  |       | WTA 500                   |         | 1er tour (1/64) A. Blinkova |                             |                         |                                   |                               | 2e tour (1/16) A. Sabalenka |                 |  | 1er tour (1/32) S. Stephens |
|       |       |                           |         |                             |                             |                         |                                   |                               |                             |                 |  |                             |
| 2025  |       |                           |         | 1er tour (1/64) I.-C. Begu  | 1er tour (1/64) T. Townsend | 3e tour (1/16) C. Gauff | 1er tour (1/64) J. Bouzas Maneiro | 1er tour (1/64) A. Kalinskaya | 1er tour (1/64) V. Tomova   |                 |  |                             |

Sous le résultat, l’ultime adversaire.
1. 1 2   Les tournois de Doha et Dubaï alternent le statut de tournoi WTA 1000 (ex Premier 5) entre 2009 et 2023 : les trois premières éditions ont lieu à Dubaï, les trois suivantes à Doha, puis Dubaï accueille le tournoi de cette catégorie les années impaires et Dubaï les années paires. De 2011 à 2023, la ville qui n’accueille pas de WTA 1000 organise à la place un tournoi WTA 500 (ex Premier).
2. 1 2 3 4 5 6 7   L’ordre de déroulement des tournois a évolué depuis 2009 : Rome se dispute avant Madrid et Cincinnati avant Montréal/Toronto jusqu’en 2010, tandis que Tokyo (2009-2013)-Wuhan (2014-2019, 2024-)-Guadalajara (2022-2023) ont lieu avant Pékin jusqu’en 2023.
3. 1 2 3 4 5 6 7 8  Du fait de la pandémie de Covid-19, les tournois d’Indian Wells, de Miami, de Madrid, du Canada, de Wuhan et de Pékin sont annulés en 2020. Ces deux derniers le sont également en 2021. Pour des raisons d’organisation, le tournoi de Cincinnati 2020 a exceptionnellement lieu à Flushing Meadows à New York.
4. ↑  Le 1er décembre 2021, le président de la WTA, Steve Simon, annonce que tous les tournois prévus en Chine et à Hong Kong sont suspendus à partir de 2022, en raison de préoccupations concernant la sécurité et le bien-être de la joueuse de tennis chinoise Peng Shuai après ses allégations de relations sexuelles non-consenties avec Zhang Gaoli, membre de haut rang du Parti communiste chinois. Le tournoi de Pékin revient en 2023. Le tournoi de Guadalajara remplace celui de Wuhan pendant deux ans, ce dernier réapparaissant en 2024.

## Records et statistiques

### Victoires sur le top 10
Toutes ses victoires sur des joueuses classées dans le top 10 de la WTA lors de la rencontre.
| Légende      |
| ------------ |
| Grand Chelem |
| WTA 1000     |
| WTA 500      |
| WTA 250      |
| Fed Cup      |

| # | Rang  |  | Tournoi | Année | Surface |  | Adversaire      | Rang | Tour | Score         | Tableau |
| - | ----- |  | ------- | ----- | ------- |  | --------------- | ---- | ---- | ------------- | ------- |
| 1 | no 65 |  | Miami   | 2022  | Dur     |  | Anett Kontaveit | no 7 | 1/32 | 6-0, 3-6, 6-4 | Tableau |

## Classements WTA en fin de saison
| Année          | 2017 | 2018 | 2019 | 2020 | 2021 | 2022 | 2023 | 2024 |
| Rang en simple | 583  | 310  | 148  | 97   | 47   | 140  | 174  | 99   |
| Rang en double | –    | 961  | 377  | 560  | 723  | 1044 | 1178 | 576  |

Source : (en) Classements de Ann Li sur le site officiel de la Fédération internationale de tennis